# Famous Idaho Potato Bowl 2020 (décembre)
Match précédent Match suivant
Le Famous Idaho Potato Bowl 2020 est un match de football américain de niveau universitaire joué après la saison régulière 2020, le 22 décembre 2020 au Albertsons Stadium de Boise dans l'État de l'Idaho aux États-Unis. 
Il s'agit de la 24e édition du Famous Idaho Potato Bowl.
Le match met en présence l'équipe des Green Wave de Tulane issue de la American Athletic Conference et l'équipe des Wolf Pack du Nevada issue de la Mountain West Conference.
Il débute à 15 h 30 locales et est retransmis à la télévision par ESPN. Les organisateurs ont annoncé qu'à la suite de la pandémie de Covid-19, le match devait être joué à huis clos.
Nevada gagne le match sur le score de 38 à 27.

## Présentation du match
Il s'agit de la 2e rencontre entre ces deux équipes, Tulane ayant battu Nevada sur le score de 34 à 17 lors de la saison 1992.
| Équipes                                                            | Conférences | Entraîneurs       | Stats. saison rég. | Classements avant le bowl | Classements avant le bowl | Classements avant le bowl |
| ------------------------------------------------------------------ | ----------- | ----------------- | ------------------ | ------------------------- | ------------------------- | ------------------------- |
| Équipes                                                            | Conférences | Entraîneurs       | Stats. saison rég. | CFP                       | AP                        | Coaches                   |
| Green Wave de Tulane                                               | AAC         | Willie Fritz (en) | 6 - 5              | NC                        | NC                        | NC                        |
| Wolf Pack du Nevada                                                | MWC         | Jay Norvell (en)  | 6 - 2              | NC                        | NC                        | NC                        |
| - Équipe donnée favorite par les bookmakers : Tulane par 3½ points |             |                   |                    |                           |                           |                           |

### Green Wave de Tulane
Avec un bilan global en saison régulière de 6 victoires et 5 défaites (3-5 en matchs de conférence), Tulane est éligible et accepte l'invitation pour participer au Famous Idaho Potato Bowl de 2020.
Ils terminent 8e de l'American Athletic Conference.
À l'issue de la saison 2020, ils n'apparaissent pas dans les classements CFP, AP et Coaches.
C'est leur première participation au Famous Idaho Potato Bowl.
| Postes      | Joueurs          | Statistiques                                                                                              |
| ----------- | ---------------- | --- |
| Quarterback | Michael Pratt    | 128/229 passes réussies pour 1 638 yards, 18 TDs, 5 interceptions, 25 sacks subis, évaluation QB de 137,6 |
| Coureur     | Stephon Huderson | 118 courses pour 721 yards nets gagnés et 4 TDs                                                           |
| Receveur    | Duece Watts      | 31 réceptions pour 512 yards et 6 TDs                                                                     |

### Wolf Pack du Nevada
Avec un bilan global en saison régulière de 6 victoires et 2 défaites, Nevada est éligible et accepte l'invitation pour participer au Famous Idaho Potato Bowl de 2020.
Ils terminent 3e de la Mountain West Conference derrière #25 San Jose State et Boise State.
À l'issue de la saison 2020, ils n'apparaissent pas dans les classements CFP, AP et Coaches.
C'est leur 4e participation au Famous Idaho Potato Bowl :
| Saisons | Dates            | Vainqueurs            | Scores  | Finalistes | Bilan     |
| ------- | ---------------- | --------------------- | ------- | ---------- | --------- |
| 2006    | 31 décembre 2006 | Hurricanes de Miami   | 21 - 20 | Nevada     | D : 0 - 1 |
| 2008    | 30 décembre 2008 | Terrapins du Maryland | 42 - 35 | Nevada     | D : 0 - 2 |
| 2019    | 3 janvier 2020   | Bobcats de l'Ohio     | 30 - 21 | Nevada     | D : 0 - 3 |

| Postes      | Joueurs       | Statistiques                                                                                              |
| ----------- | ------------- | --- |
| Quarterback | Carson Strong | 227/327 passes réussies pour 2 587 yards, 22 TDs, 4 interceptions, 19 sacks subis, évaluation QB de 155,6 |
| Coureur     | Toa Taua      | 94 courses pour 573 yards nets gagnés et 3 TDs                                                            |
| Receveur    | Romeo Doubs   | 53 réceptions pour 960 yards et 9 TDs                                                                     |